# Lambert Hofer (Kostümbildner, 1944)
Lambert Johann „Lammy“ Hofer (* 20. Oktober 1944 in Wien; † in der Nacht vom 12. Februar auf den 13. Februar 2013 in Filsendorf/Weiten, Niederösterreich) war ein im Kostümverleih tätiger, österreichischer Unternehmer und Autorennfahrer, der seit Mitte der 1960er-Jahre auch als Kostümbildner für den Film arbeitete.

## Leben
Hofer entstammt der seit 1862 tätigen Wiener Kostümverleih-Dynastie Lambert Hofer. Familienintern Lambert Hofer IV genannt, setzte Hofer junior die kurz nach dem Ersten Weltkrieg begonnene Firmenpolitik von Lambert Hofer II fort, die österreichische Filmindustrie mit Kostümen zu versorgen. 1966 gründete Hofer IV sein eigenes Unternehmen und belieferte in den folgenden ein Dutzend Jahren eine Reihe von österreichischen, deutschen und englischsprachigen Filmen und Fernsehproduktionen, die zumeist in und bei Wien gedreht wurden. Darüber hinaus belieferte er eine Fülle von Bühneninszenierungen, die am Raimundtheater und am Theater an der Wien aufgeführt wurden.
Hofer junior nutzte auch seine Kontakte zur Promiwelt und verlieh viele Jahre lang Kostüme nicht nur an prominente Besucher des Wiener Opernballs, sondern auch an Medienstars wie Maximilian Schell, Thomas Gottschalk, Curd Jürgens und Richard Burton. Sein ausschweifender Lebensstil führte schließlich 2005 zum Konkurs der eigenen Firma, die jedoch von seiner Frau Olga Hofer weitergeführt werden konnte. Lambert Hofer junior zog sich daraufhin in die niederösterreichische Provinz zurück, wo er auf dem Heimweg vom Wirtshaus in einer kalten Winternacht erfror. Sein lebloser Körper wurde erst drei Tage später aufgefunden. Kurz zuvor soll er laut ärztlicher Diagnose einen Schlaganfall erlitten haben.
Eine Freundschaft verband Lambert Hofer, der selbst als Rennfahrer bei den  1000-km-Rennen von Zeltweg 1969 und 1970 teilgenommen hatte, mit Niki Lauda. Ebenso zählten Klaus Maria Brandauer und Bernhard Paul zu seinem Freundeskreis.

## Filmografie (als Kostümbildner)
- 1966: Der Weibsteufel
- 1966: Maigret und sein größter Fall
- 1967: Heubodengeflüster
- 1968: Frau Wirtin hat auch einen Grafen (Ausstattung)
- 1969: Die tolldreisten Geschichten – nach Honoré de Balzac
- 1969: Alle Kätzchen naschen gern
- 1970: Gebissen wird nur nachts – das Happening der Vampire
- 1971: Top Secret (The Salzburg Connection)
- 1972: Der Schrei der schwarzen Wölfe
- 1976: Duett zu Dritt
- 1976: Die Wildente
- 1977: Peter Voss, der Millionendieb (Fernsehserie)
- 1978: Holocaust – Die Geschichte der Familie Weiss (Fernsehvierteiler)
- 1979: Der Gefangene von Zenda (The Prisoner of Zenda)

## Einzelergebnisse in der Sportwagen-Weltmeisterschaft
| Saison | Team         | Rennwagen   | 1   | 2   | 3   | 4   | 5   | 6   | 7   | 8   | 9   | 10  |
| ------ | ------------ | ----------- | --- | --- | --- | --- | --- | --- | --- | --- | --- | --- |
| 1969   | Kaimann-Team | Porsche 906 | DAY | SEB | BRH | MON | TAR | SPA | NÜR | LEM | WAT | ZEL |
| 1969   | Kaimann-Team | Porsche 906 |     |     |     |     |     |     | DNF |     |     |     |
| 1970   | Kaimann-Team | Porsche 910 | DAY | SEB | BRH | MON | TAR | SPA | NÜR | LEM | WAT | ZEL |
| 1970   | Kaimann-Team | Porsche 910 |     |     |     |     |     |     | 10  |     |     |     |